# Schiersfeld
Schiersfeld ist eine Ortsgemeinde im Donnersbergkreis in Rheinland-Pfalz. Sie gehört der Verbandsgemeinde Nordpfälzer Land an, die ihren Verwaltungssitz in der Gemeinde Rockenhausen und eine zusätzliche Verwaltungsstelle in Alsenz hat.

## Geographie
Schiersfeld liegt im Nordpfälzer Bergland innerhalb dessen Teilbereich Glan-Alsenz-Höhen. Nachbargemeinden sind – im Uhrzeigersinn – Sitters, Alsenz, Oberndorf, Mannweiler-Cölln, Bayerfeld-Steckweiler, Ransweiler, Finkenbach-Gersweiler und Unkenbach. Zu Schiersfeld gehört zusätzlich der Wohnplatz Sulzhof. Mitten durch die Gemeinde fließt die Moschel, vor Ort nimmt sie von rechts den Sulzbach auf.

## Geschichte
Der Ort wurde 962 als Sceringesfeld erstmals urkundlich erwähnt. Während der Zeit der Stammesherzogtümer gehörte Schiersfeld zum Herzogtum Franken.
Bis Ende des 18. Jahrhunderts gehörte der Ort zu Pfalz-Zweibrücken und unterstand dort dem Oberamt Meisenheim sowie dem Amt Landsberg.
Von 1798 bis 1814, als die Pfalz Teil der Französischen Republik (bis 1804) und anschließend Teil des Napoleonischen Kaiserreichs war, war Schiersfeld in den Kanton Obermoschel eingegliedert und unterstand der Mairie Obermoschel. 1815 hatte der Ort 317 Einwohner. Anschließend wechselte der Ort in das Königreich Bayern. Von 1818 bis 1862 gehörte er weiterhin dem Kanton Obermoschel an und war Teil des Landkommissariat Kirchheim an; aus diesem ging das Bezirksamt Kirchheim hervor. Am 1. Dezember 1900 wechselte die Gemeinde in das neu geschaffene Bezirksamt Rockenhausen.
Ab 1939 war der Ort Bestandteil des Landkreises Rockenhausen. Nach dem Zweiten Weltkrieg wurde Schiersfeld innerhalb der französischen Besatzungszone Teil des damals neu gebildeten Landes Rheinland-Pfalz. 1961 hatte die Gemeinde insgesamt 372 Einwohner. Im Zuge der ersten rheinland-pfälzischen Verwaltungsreform wechselte der Ort am 7. Juni 1969 in den neu geschaffenen Donnersbergkreis. Drei Jahre später folgte die Zuordnung zur Verbandsgemeinde Alsenz-Obermoschel. Seit 2020 ist Schiersfeld Bestandteil der Verbandsgemeinde Nordpfälzer Land.

## Religion
Die Katholiken gehören zum Bistum Speyer und unterstehen dort dem Dekanat Donnersberg, die Evangelischen zur Protestantischen Landeskirche Pfalz. Lediglich während der französischen Zeit von 1802 bis 1817 gehörte Obermoschel katholischerseits zum Bistum Mainz.

## Politik

### Gemeinderat
Der Gemeinderat in Schiersfeld besteht aus sechs Ratsmitgliedern, die bei der Kommunalwahl am 9. Juni 2024 in einer Mehrheitswahl gewählt wurden, und dem ehrenamtlichen Ortsbürgermeister als Vorsitzendem.

### Ortsbürgermeister
Kai Ritzmann wurde am 3. Juli 2024 Ortsbürgermeister von Schiersfeld. Da für die Direktwahl am 9. Juni 2024 kein Wahlvorschlag eingereicht wurde, oblag die Neuwahl des Bürgermeisters gemäß rheinland-pfälzischer Gemeindeordnung dem Rat, der sich auf seiner konstituierenden Sitzung einstimmig für Kai Ritzmann entschied.
Ritzmanns Vorgänger Ingo Lamb hatte das Amt 2009 von Günter Rahn übernommen und kandidierte bei der Wahl 2024 nicht erneut.

## Kultur und Sehenswürdigkeiten

### Kulturdenkmäler
Der Sulzhof ist als Denkmalzone ausgewiesen. Hinzu kommen insgesamt vier Einzelobjekte, die unter Denkmalschutz stehen, darunter die evangelische Kirche. Sie stammt aus dem Jahr 1761 und ist die einzige Kirche in der Pfalz mit Logenstühlen im Kirchenschiff.

### Natur
Einziges Naturdenkmal vor Ort ist die Luitpoldlinde.

## Wirtschaft und Infrastruktur

### Verkehr
Durch den Ort verläuft die Landesstraße 379. Von dieser zweigt die Kreisstraße 16 nach Mannweiler ab. Über die A 63 besteht Anschluss an den Fernverkehr. Durch Schiersfeld führen die von Behles Bus betriebenen Buslinien 913 und 915. Erstere verbindet die Gemeinde mit Rockenhausen und letztere mit Alsenz.

### Tourismus
Durch den Osten der Gemeindegemarkung verlaufen der Prädikatswanderweg Pfälzer Höhenweg und der mit einem weißen Kreuz markierte Fernwanderweg Nahegau-Wasgau-Vogesen.